# Giulio Cesare (couraçado)
O Giulio Cesare foi um couraçado operado pela Marinha Real Italiana e a segunda embarcação da Classe Conte di Cavour, depois do Conte di Cavour e seguido pelo Leonardo da Vinci. Sua construção começou em junho de 1910 nos estaleiros da Gio. Ansaldo & C. em Gênova e foi lançado ao mar em outubro do ano seguinte, sendo comissionado na frota italiana em junho de 1914. A embarcação entrou em serviço quase um ano antes da Itália entrar na Primeira Guerra Mundial em maio de 1915, porém ele e seus irmãos nunca foram utilizados em operações ofensivas.
O navio, após o conflito, fez visitas a portos no Levante e deu suporte para ações durante o Incidente de Corfu em 1923, porém passou o restante da década na reserva naval. O Giulio Cesare em seguida passou por um enorme processo de modernização e reconstrução no Cantieri del Tirreno que durou quatro anos, entre 1933 e 1937. Dentre as diversas modificações realizadas, uma de suas torres de artilharia foi removida, seus canhões principais foram alargados de 305 para 320 milímetros, seu maquinário interno foi substituído e sua superestrutura totalmente reconstruída.
O navio teve uma carreira ativa na Segunda Guerra Mundial, participando de diversas batalhas no Mar Mediterrâneo e também escoltando uma série de comboios para a Campanha Norte-Africana. Foi redesignado um navio-escola no início de 1942 e conseguiu escapar para Malta no ano seguinte depois da rendição italiana. O couraçado foi transferido para a União Soviética como reparação de guerra em 1949, sendo renomeado para Novorossiysk. Foi usado como navio de treinamento e afundou em outubro de 1955 depois de bater em uma mina, sendo então desmontado.

## Características

### Originais

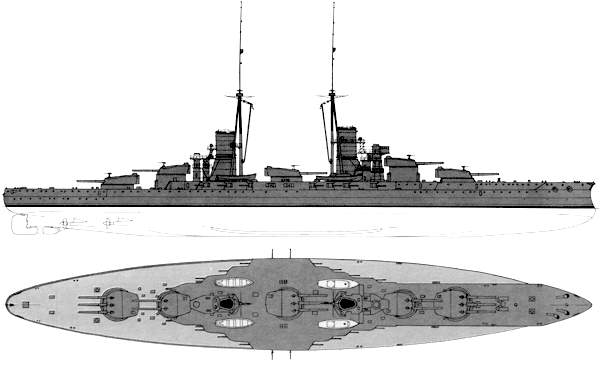
Desenho da Classe Conte di Cavour

O Giulio Cesare tinha 168,9 metros de comprimento da linha de flutuação, 176 metros de comprimento de fora a fora, boca de 28 metros e calado de 9,3 metros. Possuía um deslocamento normal de23 458 toneladas, porém podia chegar a 25 489 toneladas quando totalmente carregado. Seu sistema de propulsão era composto por vinte caldeiras Babcock & Wilcox, oito das quais queimavam óleo combustível e as restantes uma mistura de óleo e carvão, que impulsionavam três conjuntos de turbinas a vapor Parsons, que por sua vez giravam quatro hélices; duas turbinas giravam as hélices externas e uma girava as duas hélices internas. Esse sistema tinha uma potência indicada de 31,2 mil cavalos-vapor (23 mil quilowatts) para uma velocidade máxima de 22,5 nós (41,7 quilômetros por hora), porém a embarcação só conseguiu chegar a uma velocidade de 21,5 nós (39,9 quilômetros por hora) a partir de 30,7 mil cavalos-vapor (22,6 mil quilowatts). Sua autonomia era de 4,8 mil milhas náuticas (8,9 mil quilômetros) a dez nós (dezenove quilômetros por hora). A tripulação era composta por 31 oficiais e 969 marinheiros.
A bateria principal consistia em treze canhões Modelo 1909 de 305 milímetros montados em cinco torres de artilharia: uma dupla sobreposta a uma tripla na proa, a mesma configuração na popa e uma tripla à meia-nau. Seus armamentos secundários tinham dezoito canhões de 120 milímetros montados em casamatas nas laterais do casco e catorze de 76 milímetros para defesa contra barcos torpedeiros; treze destas podiam ser posicionadas em trinta locais diferentes da embarcação, incluindo no alto das torres de artilharia, no castelo da proa e conveses superiores. Também havia três tubos de torpedo submersos de 450 milímetros, um na popa e os outros dois em cada lateral. O cinturão de blindagem tinha 250 milímetros de espessura à meia-nau, reduzindo-se para 130 milímetros em direção da popa e oitenta milímetros na proa. Havia dois conveses blindados: o principal tinha 24 milímetros de espessura que aumentava para quarenta milímetros na junção com o cinturão principal, enquanto o segundo tinha trinta milímetros. As torres de artilharia eram protegidas por frentes de 280 milímetros e laterais de 240 milímetros, já as barbetas tinham entre 130 e 230 milímetros. Por fim, as paredes da torre de comando eram protegidas por blindagem de 280 milímetros de espessura.

### Modificações
Um dos canhões de 76 milímetros foi removido depois do fim da Primeira Guerra Mundial, com os restantes ficando instalados no topo das torres de artilharia, enquanto seis novos canhões antiaéreos de 76 milímetros foram adicionados nas laterais da segunda chaminé. Dois canhões antiaéreos licenciados de 40 milímetros também foram instalados no castelo de proa. O mastro de vante foi substituído em 1925–1926 por um mastro tetrápode, que foi movido para vante da primeira chaminé. Além disso, os telêmetros foram aprimorados e o couraçado equipado para operar um hidroavião modelo Macchi M.18 montado em cima da torre de artilharia de meia-nau. Fontes discordam se o Giulio Cesare foi equipado por volta da mesma época com uma catapulta de aeronaves à bombordo do castelo de proa.

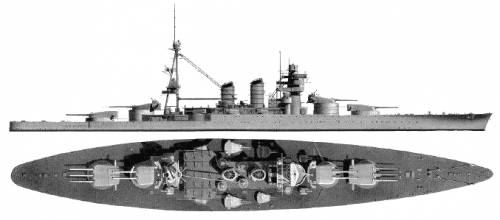
Desenho da Classe Conte di Cavour pós-reconstruções da década de 1930

O Giulio Cesare foi reconstruído entre outubro de 1933 e outubro de 1937 no Cantieri del Tirreno em Gênova. Uma nova seção da proa foi construída sobre a original, o que aumentou seu comprimento para 186,4 metros, enquanto sua boca aumentou para 28,6 metros. O calado máximo também aumentou para 10,42 metros. Todas as alterações aumentaram o deslocamento padrão para 26 560 toneladas e o deslocamento carregado para 29,6 mil toneladas. A tripulação cresceu para 1 260 oficiais e marinheiros. Duas hélices foram removidas assim como todas as turbinas, com estas sendo substituídas por duas turbinas Belluzzo com uma potência indicada de 76,1 mil cavalos-vapor (56 mil quilowatts). As caldeiras originais foram substituídas por oito caldeiras Yarrow. Alcançou uma velocidade máxima de 28,24 nós (52,3 quilômetros por hora) a partir de 94 750 cavalos-vapor (69 670 quilowatts) durante seus testes marítimos em dezembro de 1936, antes da reconstrução ter sido finalizada. Em serviço sua velocidade máxima era de 27 nós (cinquenta quilômetros por hora) com uma autonomia de 6,4 milhas náuticas (11,9 mil quilômetros) a treze nós (24 quilômetros por hora).
Os canhões principais foram alargados e tornaram-se armas Modelo 1934 de 320 milímetros, com a torre de artilharia de meia-nau sendo removida. Todo o armamento secundário, antiaéreo e tubos de torpedo foram removidos e substituídos por doze canhões de 120 milímetros em seis torres de artilharia duplas e oito canhões antiaéreos OTO Modelo 1928 de 100 milímetros em quatro montagens duplas. Além disso, o navio recebeu doze canhões antiaéreos Breda de 37 milímetros em seis montagens duplas e doze metralhadoras Breda Modelo 1931 de 13,2 milímetros, também em seis montagens duplas. As metralhadoras foram removidas em 1940 e substituídas por doze canhões antiaéreos Breda Modelo 1935 de 20 milímetros em montagens duplas. O mastro tetrápode foi removido e substituído por uma nova superestrutura com uma torre de comando protegida por laterais de 260 milímetros de espessura. Em cima ficava o diretório de controle de disparo equipado com dois telêmetros estereoscópicos de 7,2 metros.
A blindagem do convés foi aumentada para uma espessura total de 135 milímetros sobre as salas de máquinas e caldeiras e para 166 milímetros sobre os depósitos de munição, porém isto distribuído por três conveses diferentes, significando que a proteção era consideravelmente menos eficaz que uma única placa com exatamente a mesma espessura. A blindagem protegendo as barbetas da bateria principal foi fortalecida com placas de cinquenta milímetros. Toda a blindagem nova pesava 3 279 toneladas. O sistema de proteção subaquático original foi substituído pelo Sistema Pugliese, consistindo em um cilindro grande preenchido por óleo combustível ou água que tinha a intenção de absorver a explosão da ogiva de um torpedo. Entretanto, ele não tinha profundidade suficiente para ser totalmente eficaz contra torpedos contemporâneos. Um grande problema da reconstrução foi que o aumento do calado deixou o cinturão de blindagem quase inteiramente submerso sob qualquer deslocamento significativo.

## História

### Início de carreira

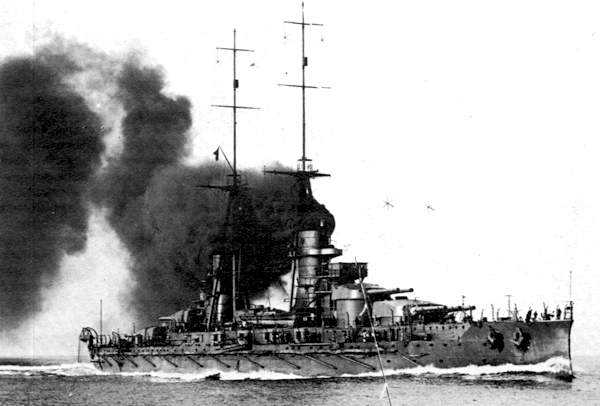
O Giulio Cesare em 1914

O Giulio Cesare foi nomeado em homenagem militar e político romano Júlio César. Seu batimento de quilha ocorreu em 24 de junho de 1910 nos estaleiros da Gio. Ansaldo & C. em Gênova e foi lançado ao mar em 15 de outubro de 1911. Foi finalizado em 14 de maio de 1914 e serviu como capitânia no sul do Mar Adriático durante a Primeira Guerra Mundial. Entretanto, ele nunca participou de operações ofensivas e passou a maior parte do conflito no porto. O almirante Paolo Thaon di Revel, o Chefe do Estado-Maior Naval, acreditava que submarinos e lança-minas da Marinha Austro-Húngara conseguiam operar eficientemente no estreito Mar Adriático, com ele considerando essas ameaças aos seus grandes navios algo muito sério para utilizar sua frota principal. Em vez disso, Revel preferiu usar sua força de batalha para implementar um bloqueio na extremidade sul do Adriático, local considerado mais seguro, colocando embarcações menores, como barcos torpedeiros MAS, em ataques contra navios e instalações austro-húngaras. Os couraçados italianos, enquanto isso, foram preservados para confrontar a frota austro-húngara caso esta procurasse uma batalha decisiva.
O couraçado visitou portos no Levante em 1919 e 1920. O Giulio Cesare e seu irmão Conte di Cavour deram apoio para operações em Corfu em 1923, pouco depois de um general italiano e sua equipe terem sido assassinados na fronteira greco-albanesa, evento que levou ao Incidente de Corfu. O ditador italiano Benito Mussolini, que há muito estava procurando por um pretexto para tomar Corfu, ordenou que tropas italianas ocupassem a ilha. O Giulio Cesare foi colocado na reserva em 1926 e transformado em um navio-escola de artilharia em 1928. Foi reconstruído no Cantiere del Tirreno em Gênova entre 1933 e 1938. Ele participou em maio de 1938 de uma revista naval realizada no Golfo de Nápoles em homenagem ao ditador alemão Adolf Hitler, enquanto em maio do ano seguinte deu cobertura para a invasão da Albânia.

### Segunda Guerra

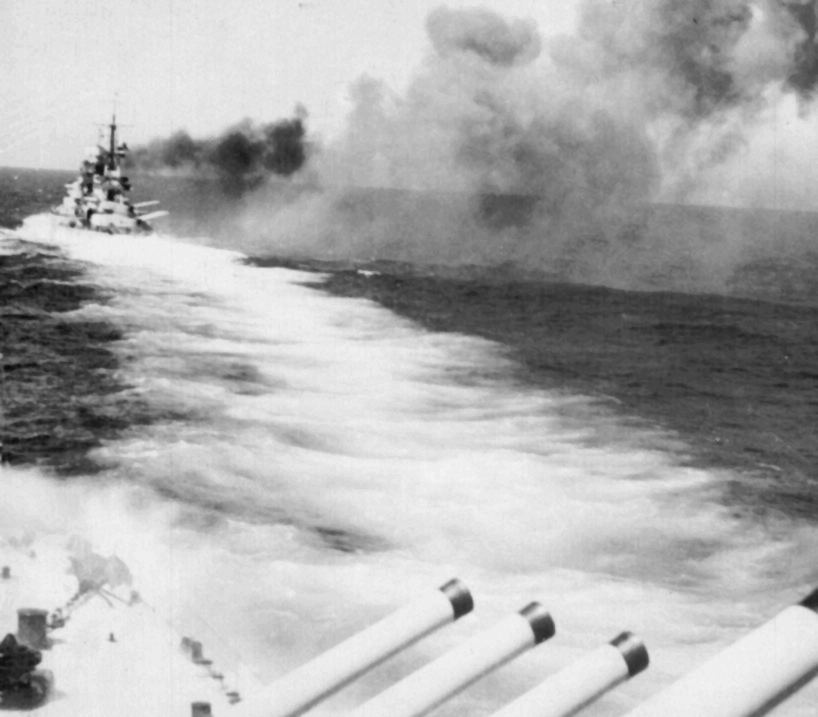
O Giulio Cesare disparando seus canhões durante a Batalha da Calábria

O Giulio Cesare participou da Batalha da Calábria em 9 de julho de 1940, logo no início do envolvimento italiano na Segunda Guerra Mundial, como parte da 1ª Esquadra de Batalha do almirante de esquadra Inigo Campioni, que enfrentou as principais unidades da Frota do Mediterrâneo britânica, sob o almirante sir Andrew Cunningham. Os britânicos estavam escoltando um comboio de Malta para Alexandria ao mesmo tempo que os italianos tinham acabado de escoltar um comboio de Nápoles para Bengasi. Cunningham tentou bloquear o caminho dos italianos de volta para Tarento. Os dois lados se avistaram durante à tarde e o Giulio Cesare e Conte di Cavour abriram fogo às 15h33min a uma distância de 27 quilômetros. Os dois couraçados na vanguarda britânica, o HMS Warspite e HMS Malaya, abriram fogo um minuto depois. Projéteis do Giulio Cesare começaram a cair muito perto do Warspite três minutos depois, fazendo este mudar de rumo e aumentar sua velocidade, atrapalhando a mira italiana. Alguns dos disparos do Giulio Cesare passaram por cima do Warspite e quase acertaram os contratorpedeiros HMS Decoy e HMS Hereward, perfurando suas superestruturas com estilhaços. Um projétil do Warspite acertou a chaminé de ré do Giulio Cesare e detonou dentro, abrindo um buraco de 6,1 metros. Fragmentos iniciaram vários incêndios e a fumaça foi sugada para dentro das salas das caldeiras, deixando quatro caldeiras inoperantes pois seus foguistas não conseguiam respirar. A velocidade do navio caiu para dezoito nós (33 quilômetros por hora). Campioni não sabia o quão sérios os danos eram e ordenou que seus couraçados recuassem diante da superioridade numérica britânica. Reparos no Giulio Cesare foram finalizados no final de agosto e ele participou tanto em agosto quanto em setembro de tentativas fracassadas de interceptar comboios britânicos.
Os couraçados italianos ancorados em Tarento foram atacados na noite de 11 de novembro por 21 torpedeiros do porta-aviões HMS Illustrious. O Conte di Cavour foi afundado em água rasa, porém o Giulio Cesare não foi acertado. O navio participou em 27 de novembro da Batalha do Cabo Spartivento, porém nunca chegou perto o bastante de qualquer embarcação inimiga para poder atirar. Foi danificado em janeiro de 1941 por estilhaços de um quase acerto de bomba jogada por um bombardeiro durante um ataque aéreo em Nápoles. Seus reparos ocorreram em Gênova e terminaram no início de fevereiro. Ele partiu no dia 8 pelo Estreito de Bonifácio para interceptar aquilo que os italianos acreditavam ser outro comboio britânico, mas que era na verdade uma força para um ataque contra Gênova; os italianos não conseguiram encontrar os britânicos. Participou em 17 de dezembro da Primeira Batalha de Sirte, dando cobertura para um comboio que seguia para a Líbia e brevemente enfrentando a força de escolta de um comboio britânico. Deu cobertura para outro comboio no início de janeiro de 1942. O Giulio Cesare foi rebaixado para navio-escola depois disso, ficando em Tarento e depois em Pola. A Itália se rendeu em 8 de setembro de 1943 e o navio retornou para Tarento, subjugando um motim e sobrevivendo a um ataque aéreo alemão no caminho. Navegou então para Malta, onde chegou no dia 12 para ser internado. Permaneceu lá até 17 de junho de 1944, quando voltou para tarento, onde permaneceu pelos quatro anos seguintes.

### Serviço soviético

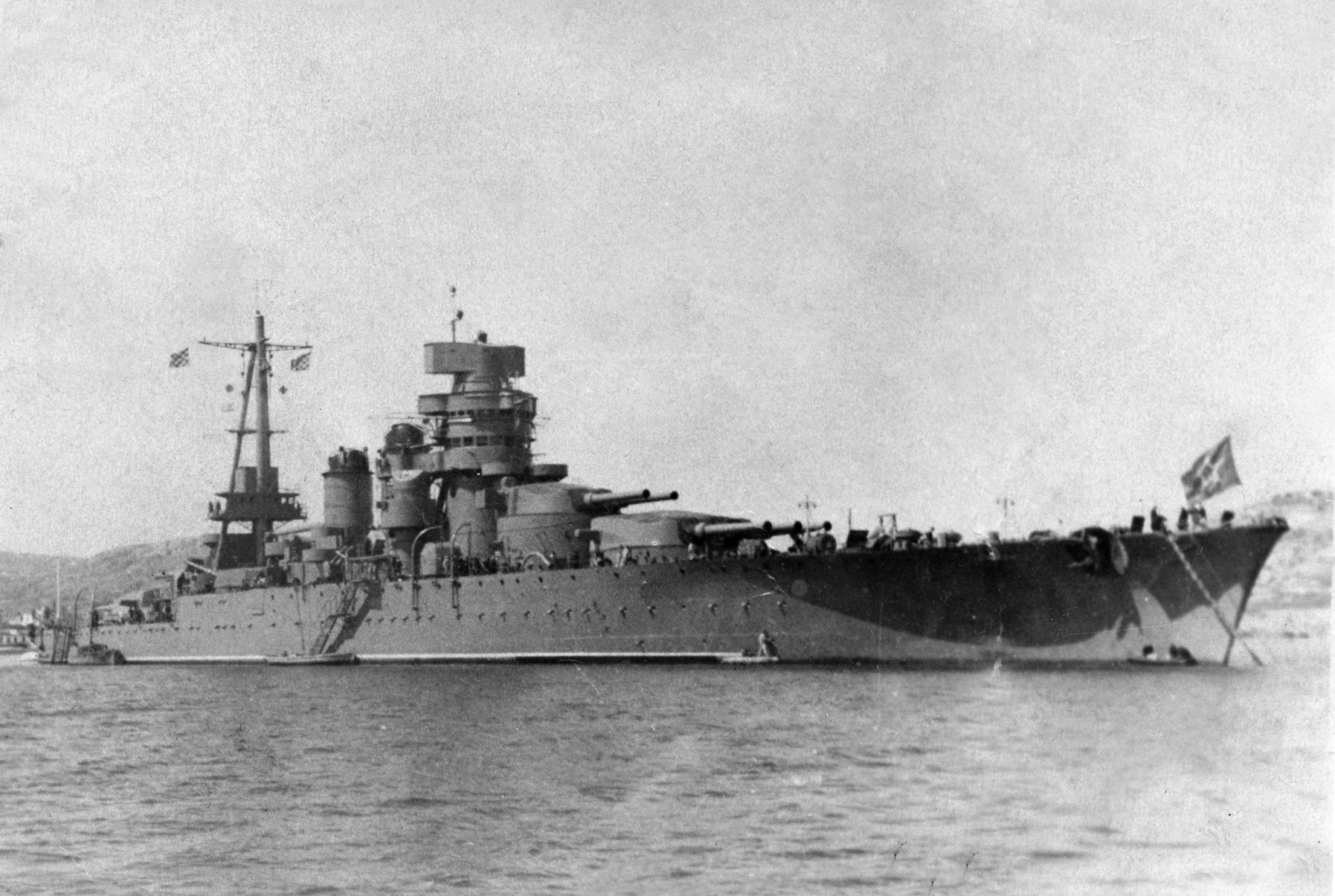
O Novorossiysk c. 1950

O Giulio Cesare foi alocado para ser transferido para a União Soviética como parte das reparações de guerra. Foi levado para Augusta, na Sicília, em 9 de dezembro de 1948, onde uma tentativa fracassada de sabotagem ocorreu. O navio foi removido do registro naval em 15 de dezembro e entregue à Frota Naval Militar Soviética em 6 de fevereiro de 1949 em Vlorë, na Albânia, sob o nome temporário de Z11. Foi renomeado para Novorossiysk em homenagem à cidade homônima e levado para o Mar Negro. Os soviéticos o usaram como navio-escola e o fizeram passar por oito reformas. Todas as armas antiaéreas leves italianas foram removidas em 1953 e substituídas por dezoito canhões 70-K de 37 milímetros em seis montagens duplas e seis únicas. Seus radares e sistemas de controle de disparo também foram substituídos. A intenção era que isto fosse um rearmamento temporário, pois planos foram elaborados para substituir suas armas secundárias de 120 milímetros com canhões soviéticos SM-2 de 130 milímetros que estavam em desenvolvimento, enquanto as armas de 100 e 37 milímetros serem removidas em favor de 32 canhões de 45 milímetros em oito montagens quádruplas.
O Novorossiysk estava ancorado em Sebastopol na noite de 28 para 29 de outubro de 1955 quando uma explosão abriu um buraco de quatro para catorze metros no castelo de proa à vante da primeira torre de artilharia. As inundações não puderam ser controladas e o navio emborcou e afundou, com 617 pessoas morrendo, incluindo 61 homens enviados de outros navios para ajudar. A causa da explosão ainda é incerta, com a causa oficial e mais provável sendo que uma mina naval magnética plantada pelos alemães durante a Segunda Guerra Mundial foi acionada pelo arrasto da âncora do couraçado antes que ele fosse atracado. Buscas realizadas posteriormente localizaram 32 minas, algumas delas a cinquenta metros de distância do naufrágio. O dano em si da explosão era consistente com a detonação de aproximadamente uma tonelada de trinitrotolueno e é possível que mais de uma mina tenha detonado. O navio foi removido do registro naval em 24 de fevereiro de 1956, sendo reflutuado em 4 de maio de 1957 e depois desmontado.